# Serviciul Egiptean Sèvres

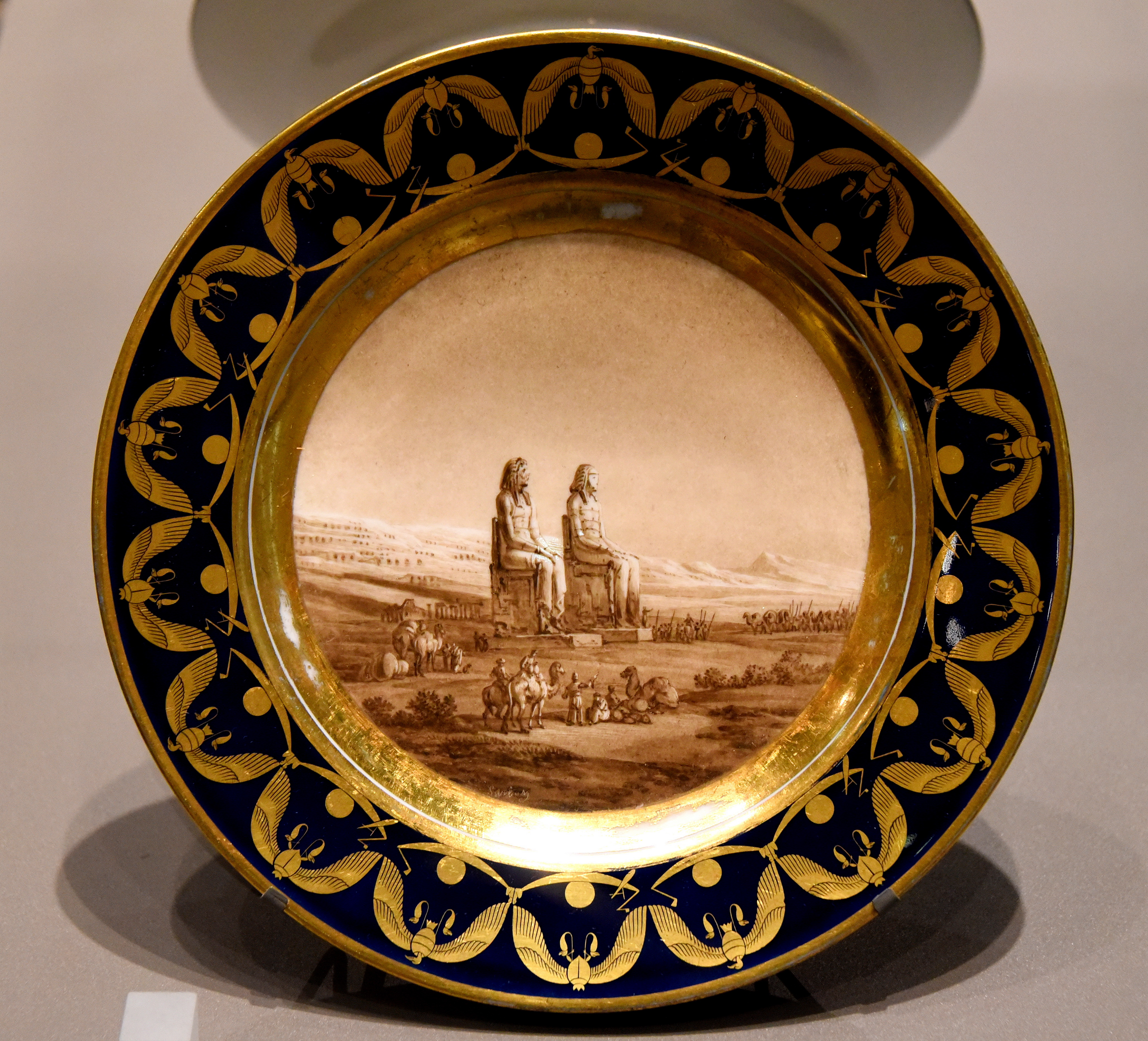
O farfurie din cel de-al doilea Serviciu Egiptean Sèvres, care ilustrează coloșii lui Memnon

Serviciul Egiptean Sèvres este un nume folosit pentru două seturi de veselă fabricate de Manufacture nationale de Sèvres în timpul Primului Imperiu Francez. Primul a fost produs între 1804 și 1806 pentru Napoleon I și i-a fost dăruit lui Alexandru I al Rusiei în 1808, drept cadou diplomatic în urma Tratatelor de la Tilsit. În prezent, serviciul este păstrat la Muzeul de Stat al Ceramicii⁠(d) din Rusia.
Al doilea serviciu a fost produs între 1810 și 1812 și a fost conceput drept cadou din partea lui Napoleon pentru împărăteasa Joséphine. Acest serviciu consta din 72 de farfurii cu imagini care înfățișează scene din Egipt pe baza schițelor realizate de Vivant Denon. Joséphine a refuzat să accepte serviciul, pe care l-a descris ca fiind „prea sever”. Acesta a fost returnat fabricii și oferit în dar Ducelui de Wellington de către Ludovic al XVIII-lea în 1818, în urma Restaurației Franceze. Serviciul a fost achiziționat de Victoria and Albert Museum în 1979 și, cu excepția unei farfurii, a fost împrumutat către English Heritage pentru a fi expus la Apsley House, Londra, fosta reședință a primului duce.

## Context și prima ediție

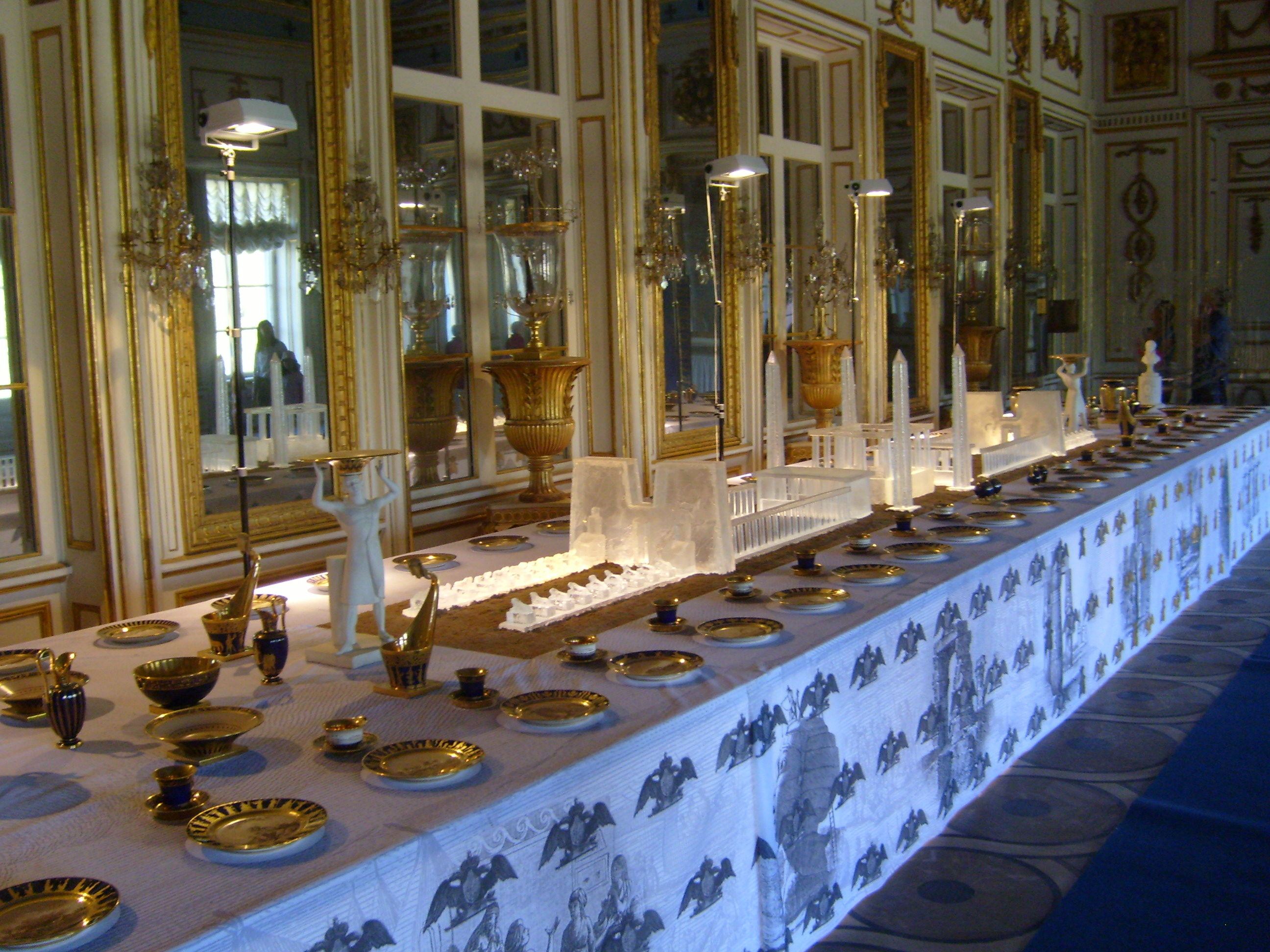
Serviciul egiptean Țarul Alexandru și piesa centrală

Înainte de a deveni împărat al Franței, Napoleon a invadat Egiptul în 1798. Deși în cele din urmă a eșuat, invazia lui Napoleon a fost importantă din punct de vedere cultural. Campania conținea o echipă de cărturari și artiști, iar studiile lor au stârnit o perioadă de interes european pentru cultura egipteană, cunoscută sub numele de egiptomanie. Napoleon a înființat primul imperiu francez în 1804 și, pentru a spori prestigiul noului regim, Manufacture nationale de Sèvres a primit comanda de a produce un serviciu de masă din porțelan în stil egiptean, pictat de Jacques François Joseph Swebach-Desfontaines⁠(d). Finalizat până în 1806, serviciul nu a fost folosit niciodată de Napoleon, iar în 1808 i-a prezentat drept cadou lui Alexandru I al Rusiei după Tratatele de la Tilsit dintre cele două națiuni.

## A doua ediție

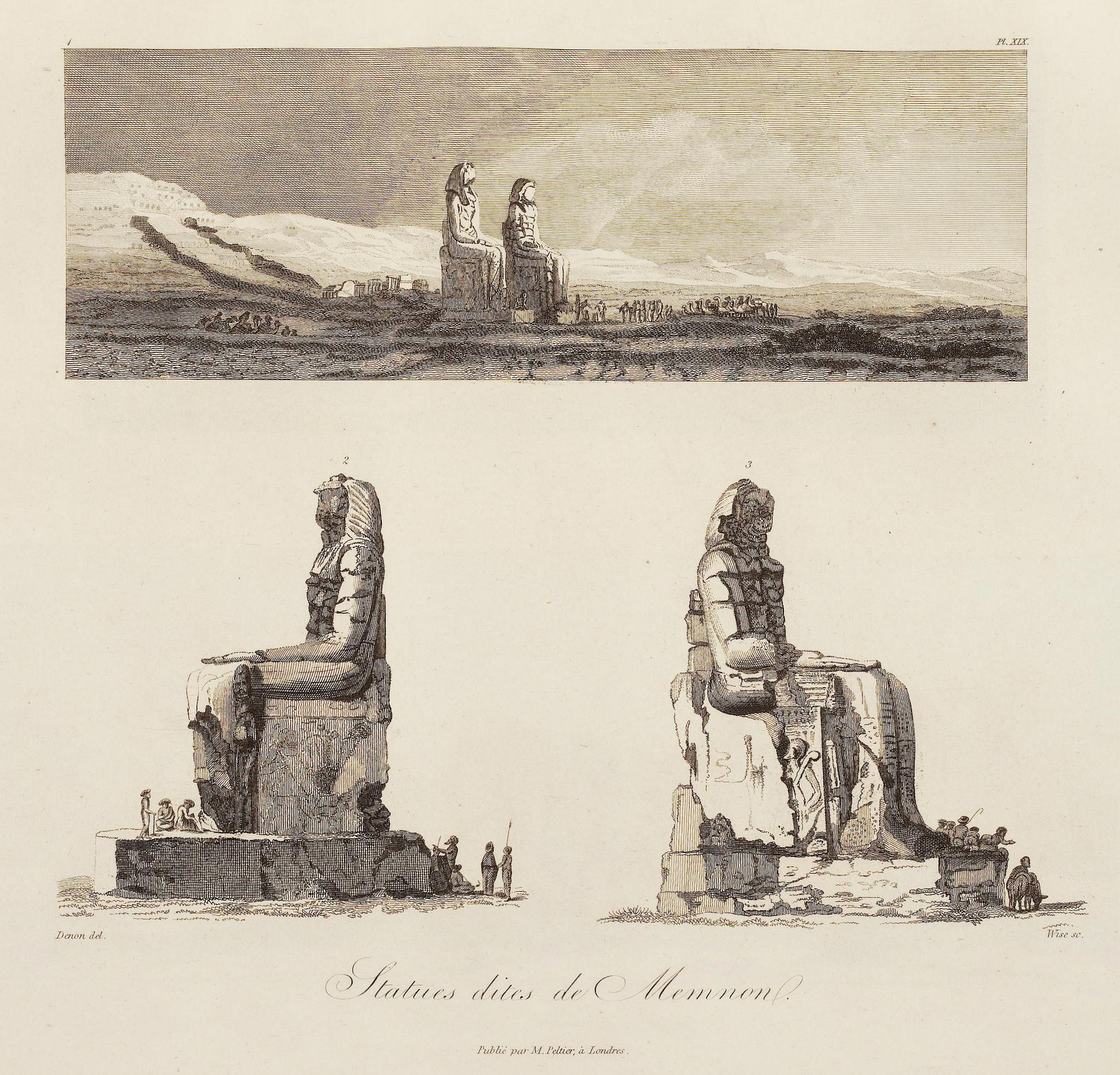
Desen al lui Denon care a stat la baza farfuriei Coloșii

### Comandă
Napoleon a divorțat de împărăteasa Joséphine în 1810 și a comandat Serviciul Egiptean Sèvres, considerat a doua ediție a serviciului Alexandru, drept cadou de divorț. Serviciul era compus din 72 de farfurii (plus patru piese suplimentare sau de probă), precum și o piesă centrală cu arhitectură elaborată. Joséphine a fost implicată în proiectarea serviciului, dar și-a pierdut răbdarea din cauza ritmului lent de producție. Bazele farfuriilor au fost decorate cu schițe realizate de Vivant Denon în timpul campaniei egiptene din 1798. Marginile au fost proiectate de arhitectul Alexandre-Théodore Brongniart⁠(d), tatăl proprietarului fabricii Sèvres, iar aurirea a fost realizată de Pierre-Louis Micaud.
Serviciul i-a fost livrat lui Joséphine la Castelul Malmaison pe 1 aprilie 1812. Ea a considerat designul ca fiind prea sever și a refuzat serviciul, care a fost evaluat la acea vreme la 36.300 de franci.

### Istorie ulterioară
Serviciul a fost returnat fabricii, unde a rămas până în 1818, când Ludovic al XVIII-lea, regele Bourbon restaurat, l-a prezentat generalului britanic Ducele de Wellington, pentru serviciile sale din timpul războaielor napoleoniene. La acel moment, numai 66 de farfurii mai existau în serviciu. Alte trei farfurii au fost ulterior găsite la Musée national de Céramique-Sèvres⁠(d) și una, cu un design ușor diferit și posibil piesă de probă, la British Museum. Ducele a expus serviciul la reședința sa din Londra, Apsley House⁠(d), unde își prezenta cele mai valoroase comori.
Serviciul a rămas în posesia ducilor de Wellington până în 1979, când a fost cumpărat de Victoria and Albert Museum (V&A). V&A expune doar o farfurie din întreaga colecție, reprezentând Coloșii din Memnon, iar restul serviciului este împrumutat către English Heritage, fiind expus la Apsley House. Prima ediție (Alexandru I) este expusă la Muzeul de Stat al Ceramicii din Rusia. Istoricul de artă Sir Roy Strong⁠(d) a considerat a doua ediție ca fiind „fără îndoială cel mai măreț exemplu de porțelan francez care a supraviețuit din perioada Imperiului”.